# 宋訥
宋 訥（そう とつ、至大4年（1311年） - 洪武23年2月3日（1390年2月18日））は、元末明初の儒学者・教育者。字は仲敏、号は西隠。本貫は滑州白馬県。

## 生涯
元の侍御史の宋寿卿の子として生まれた。至正23年（1363年）、進士に及第した。塩山県尹に任じられたが、官を棄てて帰郷した。洪武2年（1369年）、洪武帝が儒士18人を召し出して礼楽諸書の編纂を命じると、宋訥はこれに参加した。事業終了後、宋訥は仕官せずに帰郷した。洪武13年（1380年）、四輔官の杜斅の推薦により国子助教に任じられた。洪武15年（1382年）、翰林学士に抜擢され、「宣聖廟碑」の撰述を命じられた。文淵閣大学士に転じた。洪武16年（1383年）、国子祭酒に転じた。洪武18年（1385年）、進士科の科挙が再開し、470人あまりが及第したが、そのうち国子監で学んだ者は3分の2に及んだ。洪武帝に喜ばれ、宋訥は褒美を受けた。国子助教の金文徴らが宋訥は病気であると吏部尚書の余熂に伝え、吏部から宋訥に致仕を命じる文書が発行された。宋訥が辞去の挨拶に訪れると、寝耳に水だった洪武帝が驚いて事情を問い、激怒して余熂や金文徴らを処刑した。宋訥は国子祭酒の任に留まった。
洪武23年2月丁酉（1390年2月18日）、宋訥は私邸で死去した。享年は80。諡は文恪といった。著書に『東郡志』16巻『西隠集』10巻があった。

## 人物・逸話
- 宋訥は慎重な性格で、学問に広く通じていた。
- あるとき宋訥は寒さのため火を使っていたが、火が下着に燃え移り、皮膚が焼けるまで気づかなかった。洪武帝は学問に熱中しすぎないよう宋訥に警告した。
- ときに功臣の子弟たちはみな国子監に就学し、年にその学生は数千人に及んだ。宋訥は国子監に厳しい学規を立て、一日中正座して経書の解釈を講義し、夜にも学舎にとどまった。
- 宋訥が病にかかったが、洪武帝は「訥には寿骨がある。心配ない」といった。ほどなく快癒した。
- 洪武帝が画工に命じて宋訥の肖像を描かせた。描きあげられたその肖像画は正座して怒った様子であった。翌日、宋訥が帝と対面すると、帝は「昨日は何で怒っていたのか」と訊ねた。宋訥は驚いたようすで「学生の中に走ってつまづいて、茶器を砕いた者がいたのです。臣は教育に失敗したことを恥じて、自らを責めていただけです。陛下はどうしてこのことをご存じなのですか」と答えた。帝は肖像画を出して見せた。宋訥は頓首して陳謝した。
- 洪武帝が辺境政策についての意見を求めると、宋訥は砂漠に遠征するのは費用がかかるばかりで効果が薄いとし、東西五百里を制として分屯し、要害に布陣して連絡呼応し、敵が攻めてくれば戦い、敵が退却すれば屯田を耕すよう求めた。
- 洪武23年（1390年）2月、宋訥は病が重くなったが、なおも学舎に留まっていた。長男の宋麟が私邸に帰るよう求めたが、宋訥は「ちょうど丁祭の時機だ。孔子に敬意を示さないわけにいくか」といって叱った。丁祭が終わると、宋訥は家に帰って死去した。

## 子女
- 宋麟（長男、進士、御史、望江主簿）
- 宋復祖（次男、国子司業）